# Pierre-Faustin Maleombho
Pierre-Faustin Maleombho, né le 11 juillet 1926 et décédé en 1976, est un homme politique centrafricain, il préside l'Assemblée législative en 1959-1960.

## Carrière politique
Il est greffier à Fort-Lamy, lorsqu’il est appelé par Barthélemy Boganda, pour le nommer ministre des Travaux publics, des Transports et des Mines. 
Il est élu à la présidence de l’Assemblée législative centrafricaine en avril 1959. Après la mort de Boganda, alors qu’il fonde avec Abel Goumba le MEDAC (Mouvement d’évolution démocratique de l’Afrique Centrale), il est remplacé à la présidence de l’Assemblée par Michel Adama-Tamboux partisan de David Dacko.
En 1966, Bokassa le nomme Ministre de la Justice, témoin des exactions du régime, il s’implique dans un mouvement de résistance. Après l’attentat de l’aéroport de Bangui du 3 février 1976, il est fusillé ainsi qu’une douzaine de patriotes du FPO.